# Vízi botpoloska
A vízi botpoloska (Ranatra linearis) a rovarok (Insecta) osztályának félfedelesszárnyúak (Hemiptera) rendjébe, ezen belül a poloskák (Heteroptera) alrendjébe és a víziskorpiók (Nepidae) családjába tartozó faj.

## Előfordulása
A vízi botpoloska Európától Kínáig honos. A rovar nem ritka.

## Megjelenése
A vízi botpoloska 3-4 centiméter, potrohvégéből 2 centiméter hosszú, két félcsőből összetett nyúlvány, légzőcső ered. A közönséges víziskorpiónál (Nepa cinerea) lényegesen keskenyebb, teste megnyúlt, pálca alakú, szürkés- vagy sárgásbarna. Fogólábai sem olyan szélesek. Különleges testalakja a botpoloskát kiválóan álcázza a vízinövények között. Szárnya jól fejlett, a víziskorpióval ellentétben jó repülő.

## Életmódja
A vízi botpoloska sekély, növényekkel benőtt vizek lakója.